# Saison 2009 des Astros de Houston
La Saison 2009 des Astros de Houston est la 48e saison en ligue majeure pour cette franchise.

## Intersaison

### Arrivées
- Mike Hampton, lanceur partant en provenance des Braves d'Atlanta.
- Russ Ortiz, lanceur partant en provenance des Giants de San Francisco.
- Iván Rodríguez, receveur en provenance des Yankees de New York.
- Jeff Keppinger, joueur de champ intérieur en provenance des Reds de Cincinnati.
- Jason Smith, joueur de champ intérieur en provenance des Royals de Kansas City.
- Jason Michaels, joueur de champ extérieur en provenance des Pirates de Pittsburgh.

### Grapefruit League
Basé au Osceola County Stadium, à Kissimmee en Floride, le programme des Astros comprend 38 matches de pré-saison entre le 25 février et le 4 avril.
En excluant les rencontres face à l'équipe du Venezuela (nul 4-4) et contre l'équipe du Panama (victoire 7-5) ainsi que les deux matchs disputés contre des sélections de Ligues mineures, les Astros affichent un bilan de pré-saison de 12 victoires pour 20 défaites et 3 nuls, soit la 16e performance sur 14 en Grapefruit League et la 14e sur 16 pour une franchise de la Ligue nationale.

## Saison régulière

### Classement
| Ligue nationale (Division Centrale) | V  | D  | %    | GB  |
| ----------------------------------- | -- | -- | ---- | --- |
| Cardinals de Saint-Louis            | 91 | 71 | .562 | --  |
| Cubs de Chicago                     | 83 | 78 | .516 | 7½  |
| Brewers de Milwaukee                | 80 | 82 | .491 | 11  |
| Reds de Cincinnati                  | 78 | 84 | .481 | 13  |
| Astros de Houston                   | 74 | 88 | .457 | 17  |
| Pirates de Pittsburgh               | 62 | 99 | .385 | 28½ |

### Résultats

#### Septembre
Dave Clark remplace Cecil Cooper au poste de manager le 21 septembre.